# Мійо (округ)
Округ Мійо (фр. Arrondissement de Millau) — округ у Франції, в департаменті Аверон. 2023 року округ об'єднував 110 муніципалітетів, населення становило 79 336 осіб.
Адміністративний центр (супрефектура) — Мійо.

## Муніципалітети
Список муніципалітетів округу та їхні коди INSEE:
1. Агессак (12002)
2. Ажен-д'Аверон (12001)
3. Альранс (12006)
4. Арв'є (12011)
5. Арк (12010)
6. Арнак-сюр-Дурду (12009)
7. Балаг'є-сюр-Ранс (12019)
8. Бельмон-сюр-Ранс (12025)
9. Браск (12035)
10. Брок'є (12037)
11. Брусс-ле-Шато (12038)
12. Брюск (12039)
13. Вабр-л'Аббе (12286)
14. Везен-де-Левезу (12294)
15. Вейро (12293)
16. Верр'єр (12291)
17. Версольз-е-Лапейр (12292)
18. Вільфранш-де-Панат (12299)
19. В'яла-дю-Па-де-Жо (12295)
20. В'яла-дю-Тарн (12296)
21. Дюренк (12092)
22. Ессен (12017)
23. Жиссак (12109)
24. Кальмель-е-ле-В'яла (12042)
25. Камаре (12044)
26. Кане-де-Салар (12050)
27. Кастельно-Пегероль (12062)
28. Ком-ла-Гран-Віль (12073)
29. Комбре (12069)
30. Компейр (12070)
31. Компреньяк (12072)
32. Коннак (12075)
33. Корню (12077)
34. Крессель (12084)
35. Купіак (12080)
36. Кюран (12307)
37. Ла-Бастід-Прадін (12022)
38. Ла-Бастід-Солаж (12023)
39. Ла-Кавальрі (12063)
40. Ла-Кресс (12086)
41. Ла-Кувертуарад (12082)
42. Ла-Рок-Сент-Маргерит (12204)
43. Ла-Сельв (12267)
44. Ла-Серр (12269)
45. Лаваль-Роксезьєр (12125)
46. Лапануз-де-Сернон (12122)
47. Ле-Вібаль (12297)
48. Ле-Клап'є (12067)
49. Ле-Кост-Гозон (12078)
50. Ле-Трюель (12284)
51. Ледерг (12127)
52. Лестрад-е-Туель (12129)
53. Л'Оспітале-дю-Ларзак (12115)
54. Марнаг-е-Латур (12139)
55. Мартрен (12141)
56. Мелаг (12143)
57. Мійо (12145)
58. Монжо (12153)
59. Монклар (12149)
60. Монлор (12154)
61. Монтаньоль (12147)
62. Монфранк (12152)
63. Мостюежуль (12160)
64. Мун-Проанку (12192)
65. Мюрассон (12163)
66. Нант (12168)
67. Оріак-Лагаст (12015)
68. Пе-е-Куффуле (12179)
69. Пейрело (12180)
70. Плезанс (12183)
71. Поль (12178)
72. Пон-де-Салар (12185)
73. Прад-Салар (12188)
74. Пустомі (12186)
75. Ребургіль (12195)
76. Рекіста (12197)
77. Рив'єр-сюр-Тарн (12200)
78. Рокфор-сюр-Сульзон (12203)
79. Рюллак-Сен-Сірк (12207)
80. Саль-Кюран (12253)
81. Сальм'єш (12255)
82. Сегюр (12266)
83. Сен-Бозелі (12213)
84. Сен-Боліз (12212)
85. Сен-Віктор-е-Мельв'є (12251)
86. Сен-Жан-д'Алькап'є (12229)
87. Сен-Жан-Дельну (12230)
88. Сен-Жан-дю-Брюель (12231)
89. Сен-Жан-е-Сен-Поль (12232)
90. Сен-Жорж-де-Люзансон (12225)
91. Сен-Жуері (12233)
92. Сен-Леон (12238)
93. Сен-Лоран-де-Левезу (12236)
94. Сен-Ром-де-Сернон (12243)
95. Сен-Ром-де-Тарн (12244)
96. Сен-Севе-дю-Мутьє (12249)
97. Сен-Сернен-сюр-Ранс (12248)
98. Сен-Фелікс-де-Сорг (12222)
99. Сент-Андре-де-Везін (12211)
100. Сент-Аффрик (12208)
101. Сент-Елалі-де-Сернон (12220)
102. Сент-Ізер (12228)
103. Сільване (12274)
104. Сокльєр (12260)
105. Торіак-де-Камаре (12275)
106. Тремуй (12283)
107. Турнемір (12282)
108. Фає (12099)
109. Флавен (12102)
110. Фондамант (12155)